# Tortuga de les escletxes
La tortuga de les escletxes (Malacochersus tornieri), és una tortuga de la família dels testudínids de closca plana originària de Tanzània i Kenya. La distribució de Malacochersus tornieri es pot estendre a Zàmbia. El seu nom deriva de la forma plana de la seva closca, és l'únic membre del gènere Malacochersus. L'espècie habita la regió de Somàlia-Masai, zona semiàrida, es caracteritza per matolls d'acàcia, Commiphora i boscos de Brachystegia en localitats de muntanya. El seu hàbitat és la sabana seca de baixa altitud amb petits turons rocosos del basament cristal·lí.
A diferència de la majoria de les tortugues, la seva closca és plana, flexible, i proporciona la defensa de la tortuga contra els depredadors. Les estacions de cria d'aquesta tortuga és al gener i febrer. Per a la seva protecció s'amaga en les esquerdes petites de les roques gràcies a la forma plana de la seva closca. La closca és de color marró, sovint amb un patró variable de la radiació de línies fosques en cada escut, cosa que ajuda a camuflar la tortuga en el seu hàbitat natural sec. El plastró és de color groc pàl·lid amb vetes marrons fosques i raigs de llum groga, i el cap, les extremitats i la cua són de color groc-marró.
La seva estranya closca, aixafada, fa d'aquesta tortuga una cobdícia animal en zoològics i en col·leccions privades. Són tortugues especialistes a escapar-se. La seva taxa de reproducció és baixa, ja que les femelles només ponen un ou causa de la seva forma. Es passen el dia amagades als penyals de roques, sovint apilades unes sobre d'altres. S'alimenten de fulles verdes de la sabana.